# Pringles
Pringles er et chipsmærke som produceres af det amerikanske selskab Kellogg Company. Chipsene blev introduceret i 1968 og blev lanceret på det danske marked i 1999.
Pringles er kendt for indpakningen, som består af et paprør med et plastiklåg på toppen. Det er også kendt for logoet, som er en tegnet mand med stort brunt overskæg.
Chipsene er ovale og bøjer en lille smule, så de er nemmere at stable i røret.
Der er også forskellige varianter, som for eksempel Texas BBQ Sauce og Sour cream & onion med løg.

## Eksternt link
- Pringles' hjemmeside